# Depot I von Čáslav
Das Depot I von Čáslav (auch Hortfund I von Čáslav) ist ein Depotfund der frühbronzezeitlichen Aunjetitzer Kultur aus Čáslav im Středočeský kraj, Tschechien. Es datiert in die Zeit zwischen 2000 und 1800 v. Chr. Das Depot befindet sich heute im Museum von Čáslav.

## Fundgeschichte
Das Depot wurde 1890 bei einer Ausgrabung im Westen von Čáslav auf der Höhensiedlung Hrádek entdeckt. Auf dem Gelände befindet sich heute ein Park. Das Depot lag in 2,3 m Tiefe in einer kleinen Grube auf dem anstehenden Felsboden.
Vor 1908 wurde in Čáslav noch ein zweites Depot gefunden, das aber aus der späten Bronzezeit stammt. Weiterhin sind aus Čáslav und seiner Umgebung zwei Einzelfunde von Randleistenbeilen der Aunjetitzer Kultur bekannt.

## Zusammensetzung
Das Depot besteht aus fünf Ringen, die aus doppeltem Bronzedraht gefertigt sind. Der Durchmesser der Ringe liegt zwischen 46 mm und 75 mm, die Dicke der Drähte zwischen 1,4 mm und 2,4 mm.